# موسیقی منحط
موسیقی منحط (آلمانی: Entartete Musik) اصطلاحی بود که دولت آلمان نازی در دهه ۱۹۳۰ میلادی برای انواعی از موسیقی که آن را مضر یا خوار می‌شمرد، به کار می‌گرفت و در واقع بخشی از سیاست کمپین علیه هنر منحط بود که آثار هنرمندان یهودی را مورد حمله قرار می‌داد.

## وجه نژادی
نازی‌ها آهنگسازان یهودی هم‌چون فلیکس مندلسون و گوستاو مالر را بی‌ارزش دانسته و محکوم می‌کردند. گرچه نازی‌ها آنان را به دلیل نژادشان بی‌اعتبار می‌کردند، اما برای حمله به آنان دلایل بهتری می‌خواستند؛ بنابراین آثار آنان را «ضدآلمانی» شمردند که باید ممنوع شوند. بسیاری افراد مانند گوبلز نتوانستند توضیح دهند که موسیقی آلمانی چیست و «نفوذ یهودی» در موسیقی آلمانی چیست. گوبلز که خود نه موسیقی‌دان بود و نه تخصصی در این زمینه داشت، گفته بود: «هر موسیقی‌ای برای همه مناسب نیست.»

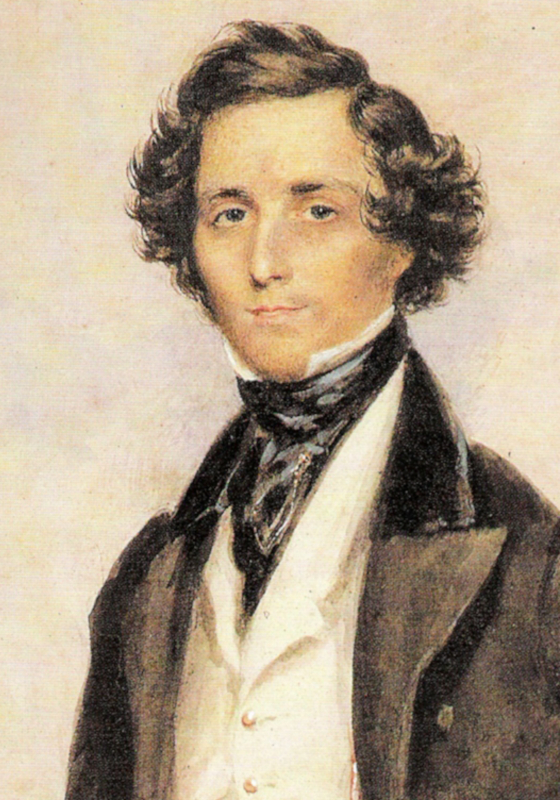
فلیکس مندلسون
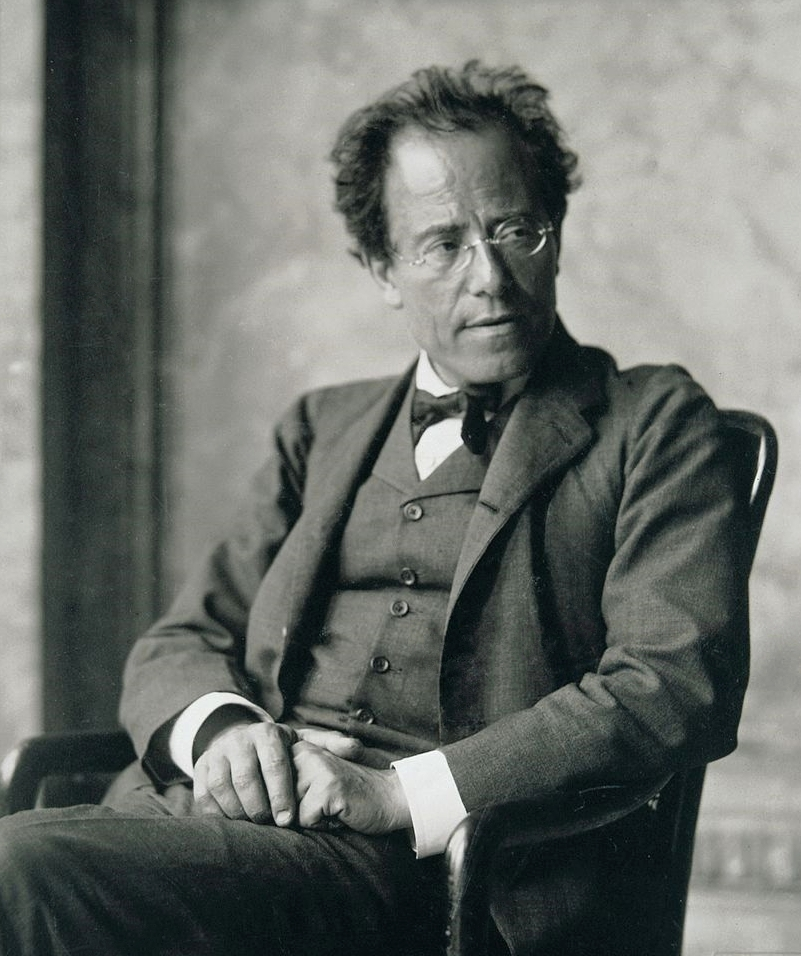
گوستاو مالر
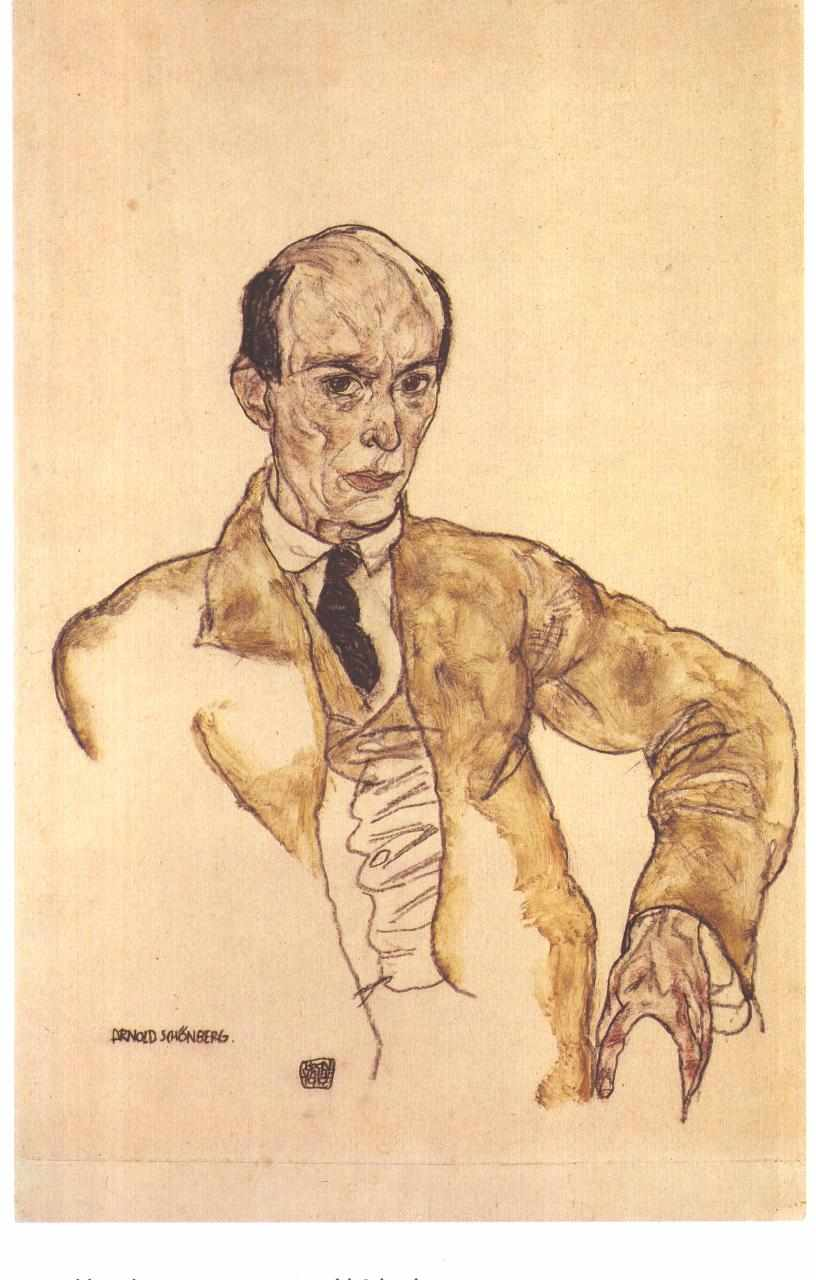
آرنولد شونبرگ
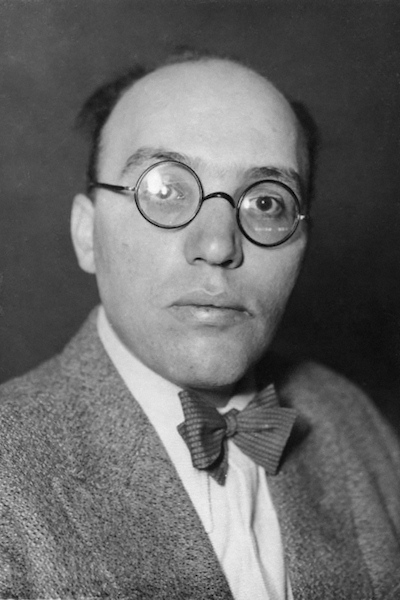
کورت وایل

## تبعیض‌ها و فشارها
از هنگام دست‌یابی نازی‌ها به قدرت، این آهنگسازان برای ادامه کار خود دچار مشکلاتی شدند و برای برخی حتی ادامه کار غیرممکن شد. بسیاری از آن‌ها تبعید شدند (مانند آرنولد شونبرگ، کورت وایل، پل هیندمیت و برتهولد گلداشمیت) و برخی به اردوگاه‌های کار اجباری فرستاده شدند (مانند ویکتور اولمان و اروین شولهوف).